# Nicomedes I của Bithynia
Nicomedes I (Tiếng Hy Lạp: Nικoμήδης; 278–k. 255 BC), vị vua thứ hai của Bithynia. Ông là con trai cả của Zipoites, người mà ông đã kế vị năm 278 TCN.

## Triều đại
Ông bắt đầu triều đại của mình bằng cách hành quyết hai em của mình nhưng người thứ ba, sau đó được gọi là Zipoites II, đã tiến hành một cuộc nổi dậy chống lại ông và đã thành công trong việc duy trì ngôi vua cho chính mình, được một thời gian, với sự độc lập cho một phần đáng kể của Bithynia. Trong khi đó, Nicomedes bị đe dọa bởi một cuộc xâm lược từ Antiochus I Soter, vua của Đế chế Seleucid, người đã tiến hành chiến tranh chống lại cha ông, Zipoites, và để tăng thêm khả năng tự mình chống lại mối nguy hiểm này, ông thiết lập một liên minh với Heraclea Pontica và ngay sau đó với Antigonus II Gonatas. Cuộc tấn công đã gây ra sự đe dọa, tuy nhiên, chỉ có một ít thương vong. Antiochus thực sự xâm chiếm Bithynia nhưng lại rút lui mà không mạo hiểm một trận đánh.
Sự đe dọa của những người em của ông tỏ ra nguy hiểm hơn so với đối thủ ngoại quốc của ông mà bây giờ Nicomedes đã kêu gọi được sự hỗ trợ của nhiều thế lực hùng mạnh và tham gia vào liên minh với những người Celt,dưới quyền Leonnorius và Lutarius, đã đến ở phía đối diện của eo biển Bosporus và lúc này, tham gia vào các cuộc bao vây Byzantium, năm 277 trước Công nguyên. Trang bị cho họ những phương tiện vượt biển tiến vào khu vực châu Á lần đầu tiên ông có thêm lực lượng phụ trợ mới cho mình chống lại Zipoetes, người mà ông đã đánh bại và giết chết, do đó thống nhất toàn bộ Bithynia dưới sự cai trị của mình.
Trong số các sự kiện tiếp theo chúng ta có ít thông tin. Có thể người Celt sau đó hỗ trợ Nicomedes chống Antiochos, nhưng không được ghi lại cụ thể hoặc là chiến tranh hay hòa bình đã chấm dứt nó. Tuy nhiên sự cai trị của Nicomedes ở Bithynia đã không bị ảnh hưởng, ông tiếp tục cai trị từ thời gian này cho đến khi ông qua đời.
Trong việc noi gương cha ông, và như những nhà vua Hy Lạp khác của châu Á, ông quyết tâm duy trì tên tuổi của mình bằng cách xây dựng một thủ đô mới và vị trí mà ông đã chọn.
Thời kì sau triều đại của Nicomedes, sau sự kiện này, là không rõ nhưng cái chết của ông được cho vào khoảng năm 255 trước Công nguyên. Ông đã hai lần kết hôn, với người vợ đầu tiên của mình, Ditizele, một cư dân Phrygia, ông đã có hai con trai, Prusias và Ziaelas, và một con gái, Lysandra